# Dollz
 (mai 2023).
Si vous disposez d'ouvrages ou d'articles de référence ou si vous connaissez des sites web de qualité traitant du thème abordé ici, merci de compléter l'article en donnant les références utiles à sa vérifiabilité et en les liant à la section « Notes et références ».
Les Dollz, Cartoon Dolls ou Pixel Dolls sont de petites images de pixels, représentant généralement des personnes. Elles sont généralement utilisées sur des forums et autres communautés comme avatars ou simplement montrées sur des sites personnels.
Leur taille varie d'une dizaine à plusieurs centaines de pixels. Elles ont généralement forme humaine (et féminine), bien qu'il existe plusieurs modèles animaux considérés comme des « dolls ». Les dollz sont généralement habillées. Les bases sont des modèles nus sur lesquelles les « dolleuses » et « dolleurs » créent leurs propres vêtements.
Les personnes créant des dolls se surnomment eux-mêmes « dolleurs » ou « dollistes ». Ces dollistes sont essentiellement des femmes, ce qui explique le fait que la plupart des bases soient féminines.
Cette communauté est très liée en raison de la présence de nombreux forums et du système d'« adoptions ». L'adoption c'est quand un dolleur ou une dolleuse montre la doll d'un autre dolliste sur son site web (avec bien sûr crédit via lien ou mail) afin de promouvoir cette personne ou simplement parce qu'il/elle aime son travail. L'adoption est impossible avec les bases.
Le dolling est un très répandu sur internet engendrant une grosse quantité de sites web, forums et autres… Certains entrepreneurs ont emmené le monde du pixel artart du pixel vers le monde commercial en vendant leurs créations en tant que cliparts ou sur des marchandises. Cependant cela reste une passion pour la plupart des dolleuses/dolleurs.

## Histoire
Les premières dollz sont apparues en 1995, en tant qu'avatar pour un tchat appelé The Palace. Ces dollz étaient très simplistes, réalisées à partir d'une même base pour laquelle certaines personnes créaient cheveux, habits et accessoires qu'ils montraient sur un forum. Elles étaient réalisées dans un style très cartoon et possédaient un nombre très limité de poses. Certaines personnes, peu satisfaites de la qualité et de la quantité de choix de ce qui leur était proposé se mirent à réaliser eux-mêmes leurs propres avatars.
Assez vite, les sites de dolling commencèrent à se développer afin de montrer ces nouvelles créations. Avec l'utilisation de plus en plus répandue de logiciels comme GIMP, Photoshop ou Paint Shop Pro, les dolleurs s'éloignèrent peu à peu du style cartoon des premières images pixels pour se rapprocher du dolling tel qu'il existe aujourd'hui.
Les premiers dollmakers apparurent. Les dollmakers se rapprochent par le principe des paper dolls. Vous avez un corps et un choix de cheveux et d'habits qu'il vous faut placer sur la base afin de créer votre propre doll. Ils sont devenus très vite assez répandus et la plupart des personnes se contentent de ces drag and drops pour créer leurs dollz.
La popularité des dollz allant en augmentant, on se mit à les considérer comme une certaine forme d'art. Certains graphistes se sont intéressés à ce phénomène commençant à créer des dolls incroyablement détaillées. Et certaines des habituées ont suivi la tendance pour créer des dolls plus ou moins réalistes. De nombreux forums émergèrent un peu partout rassemblant ainsi une véritable communauté au sein de laquelle plusieurs styles évoluaient : plus ou moins réalises, s'inspirant des mangas, etc.
Dollz s'est ainsi progressivement tourné vers le simple mot dolls (poupées en anglais), les « dollistes » désirant que le dolling soit considéré comme une forme d'art plus que comme une simple manie d'internet.
Aujourd'hui, on peut trouver une énorme quantité de sites, forums et autres concernant le dolling. Sa popularité vient sûrement du fait que tout le monde peut créer des dolls, sans compétences spécifiques en dessin.

## La communauté
Les « dolleurs » sont des personnes qui créent ces dollz en pixel art. Ils rejoignent souvent les forums afin d'exposer leur travail ou d'obtenir des conseils de la part de dolleurs plus expérimentés. Ces forums ont souvent des thèmes (école, fées, etc.) et organisent des concours où seuls les membres peuvent participer. Il existe plusieurs sortes de concours : concours à thèmes, et concours où les membres doivent créer une doll en suivant des directives, comme inclure des éléments imposés, suivre une image, ou utiliser une base imposée (on utilise souvent le terme base-edit pour ce genre de concours). Ces concours sont jugés par un jury composé des membres ou des modérateurs/admins, et les gagnants obtiennent des « plaques » attestant du fait qu'ils ont gagné un prix, on appelle cela des awards. Les sites personnels peuvent proposer ce genre de concours.
Quand un dolleur rejoint un forum, il devient souvent très proche des autres membres et ils s'échangent des cadeaux (gift), souvent des objets en pixel art ou des dolls, lors d'occasion particulières (anniversaires, vacances, Noël, Saint-Valentin, etc.). Quand deux dolleurs deviennent des amis très proches, ils peuvent matérialiser cette amitié en créant un lien entre leurs sites respectifs. Ils deviennent ainsi des sibling sites. Les siblings (que l'on peut traduire littéralement par « enfants de mêmes parents ») sont de très bons amis, qui s'entraident, s'échangent des cadeaux, parfois même produisent des collaborations, images créées par les deux (chacun fait une partie par exemple). Puisque la plupart des dolleurs sont des dolleuses, on dit plus communément sister sites.

## Technique
Les dolls sont créés grâce à des programmes du type de GIMP, Microsoft Paint, Adobe Photoshop ou Paint Shop Pro. La création d'une doll commence par la création de la base ou de l'utilisation d'une base proposée sur un autre site. Les vêtements, cheveux, accessoires et autres ornements sont ensuite dessinés à la main puis colorés directement sur la base. Si un artiste le désire, il peut créer un décor, ce qui peut mettre la doll en valeur ou aussi l'effacer. 
Les autres techniques sont celles des dollmakers et autres drag and drops, où sur une même page web, on propose base, cheveux, vêtements, accessoires, décors etc. et où l'utilisateur n'a plus qu'à assembler ces différents éléments. Ces dollmakers sont généralement créés par des dolleurs qui désirent mettre leurs créations à disposition des autres. Il existe beaucoup de tutoriels expliquant entre autres la façon de créer les dolls, des dollmakers ou encore d'utiliser les programmes de création numérique.  

### Bases
Les bases sont des corps à partir desquels on peut faire les dolls. Elles sont normalement constituées d'un simple corps nu, sans cheveux. Elles peuvent prendre plusieurs formes : un simple lineart qu'il vous faudra mettre en couleur, ou un corps déjà coloré, avec une ou plusieurs poses, avec ou sans visages, avec plusieurs types de visages disponibles, avec ou sans accessoires etc. Il existe également des bases non humaines et des bases dans un style déformé pour s'adapter au style des cartoons, anime et chibi.
Tous les dolleurs ne créent pas leurs propres bases. La plupart utilisent des bases proposées gratuitement par d'autres dolleurs afin de faire leurs dolls. Ces sets de base offrent un bon support de départ pour les débutants qui ne savent pas encore faire leurs propres bases.
Les bases ont plusieurs tailles et styles. Habituellement, elles sont présentées sous forme de sets, plusieurs bases de même taille, dans le même style, mais qui ont simplement des poses différentes. Ces sets de bases ont souvent des noms (choisis par leurs auteurs) qui permettent de les distinguer parmi le large choix proposé.

### Techniques deshading
Il y a principalement, deux manières de shader une doll : le pixel shading (fait avec l'outil « crayon » par les puristes) et le tool shading (shading à outils).

#### Pixel Shading
Cette méthode nécessite plusieurs teintes d'une même couleur (plus ou moins foncées) afin de créer manuellement le volume. Tous les éléments de la doll sont créés à partir d'une palette d'au moins trois nuances. Le nombre de nuances et la manière de les appliquer est propre à chacun. Ombres et lumières sont ajoutées petit à petit afin de recréer une illusion de volume. Les utilisateurs de cette méthode sont fiers de réussir à créer un semblant de réalisme sans céder à la facilité des outils.

#### Tool shading
Pour cette méthode, l'artiste doit absolument utiliser un programme comme Photoshop. Les outils de ce programme tels que flou, densité + ou densité - sont en effet indispensable pour cette méthode. Bien que cette technique permette un plus grand réalisme de la doll, sa publication sur internet peut poser quelques problèmes. En effet, le format le plus courant des dolls est le GIF qui ne peut afficher que 256 couleurs. Ainsi, les outils créant plus de 256 couleurs, le passage de la doll en GIF donne à celle-ci un aspect souvent sales et très différent de ce qui avait été créé via le programme. Les dolleurs appellent souvent ceci « l'Attaque du Montre GIF ». Certains pixel artistes estiment que le tool shading est plus facile que le pixel shading et que donc ce n'est pas du vrai dolling. Néanmoins un tool shading réaliste met du temps à être mis au point et à être perfectionné.
Pour certains, le pixel shading est la seule véritable méthode du dolling. Cela rapproche le dolling du pixel art pur.

## Le guide du monde desDolls
La communauté du dolling a longtemps été un milieu du plagiat et des violations de copyright. Beaucoup des abus viennent du fait que les dolleurs ne savent pas grand-chose de la loi du copyright, néanmoins certaines personnes commettent des infractions intentionnellement. C'est à cause de ce genre de problèmes que la communauté est régie par un grand nombre de règles appliquées généralement de manière plus ou moins draconiennes sur les forums. Elles sont appelées netiquette par les membres.
En plus de ces règles 'communes' (telles que toujours créditer la base utilisée, ne pas afficher une base qui n'est pas à soi), beaucoup de dolleurs essaient de protéger leurs créations en publiant leurs propres règles sur leurs sites. Les règles comportent généralement des parties disant de ne pas s'approprier leur travail, de ne pas le modifier, etc. On peut retrouver un mouvement inverse à cette tendance avec certains qui préfèrent laisser une totale liberté aux visiteurs, du moment qu'ils les créditent, ceci en réaction à l'encadrement trop rigide de la communauté.
Pour bon nombre de personnes externes à ce monde, les dolleurs ont une image peu amicale, à cheval sur leurs règles, parfois peu compréhensibles, d'une communauté prête à s'enflammer au moindre dérapage d'un débutant (ou confirmé). 

### Plagiat et copie
Les 'voleurs' ou 'frankendolleurs' sont fréquemment rencontrés dans ce petit monde, prenant des dolls par ci par là, tout en disant qu'elles ont été faites de leurs mains. La question se pose aussi de savoir si une doll faite par un dollmaker nécessite un crédit pour le dollmaker ou non.
Il en va de même pour les bases. En effet, même quand la base a été habillée et/ou éditée, si le dolleur clame sa création comme sienne, il sera considéré comme un voleur, le crédit vers le créateur étant obligatoire. Les règles sur les bases sont généralement plus strictes que les règles pour les dolls habillées, certains dolleurs refusent qu'on change quoi que ce soit à leur base, ne serait-ce que le maquillage ou la teinte de la peau. D'autres, au contraire, autorisent tout tant qu'il y a le crédit.
Tout affichage d'une doll quel que soit l'endroit doit être accompagné d'un crédit et d'un lien vers le site du créateur de la base.

### Permissions
Certaines dolls sont qualifiées de 'non adoptable' et certaines bases 'privées' ou 'interdites'. Ces désignations signifient que l'auteur ne désire pas voir son travail affiché ailleurs que sur son propre site ou que sur des sites pour lesquels il a explicitement donné le droit.

### Frankendollinget copie
Il s'agit là d'une contraction entre 'frankenstein' et 'dolling'. Cette appellation désigne le fait de prendre des éléments de plusieurs doll, de les mettre ensemble et ensuite d'en clamer la création.
Le frankendolling est souvent assimilé à la copie, celle-ci consistant non pas à découper des morceaux de dolls mais à les recopier à l'identique ou presque.  C'est considéré comme une forme de plagiat par la communauté. Pendant longtemps et encore aujourd'hui, le frakendolling et la copie ont été chassés, et de nombreuses personnes plus ou moins reconnues ont été soupçonnées de copie ou de frankendoll. Néanmoins ce genre de choses étant très dur à prouver, tout le monde n'est pas du même avis. Ceci amène souvent des débats enflammés entre ceux qui y voient du vol, et ceux qui n'y croient pas et voient là une coïncidence. 
Ainsi les délations anonymes, insultes, et ragots sont monnaie courante.

### Copie ou traçage
Une autre forme de copie qui est fréquemment utilisée est le traçage d'après une photo, un dessin, ou une illustration. Cette pratique n'est généralement pas considérée comme un plagiat mais est généralement mal vue quand il n'y a pas de crédit envers l'œuvre décalquée. De nombreuses controverses ont eu lieu quand il fut découvert que certaines dolleuses très réputées dans la communauté avaient tout simplement décalqué les bases qui les avaient faites connaître.

### Direct-link
Là encore considéré comme une forme de vol, le direct-link consiste à afficher une création hébergée sur le site de quelqu'un d'autre sans sa permission. Au lieu d'enregistrer l'image et l’uploader sur son propre serveur, la personne l'a tout simplement liée à partir du site d'origine. Il s'agit là d'un vol de bande passante, certains hébergeurs gratuits rendant le site inaccessible s'il dépasse un certain quota de bande passante, ou dans le cas des hébergeurs payants qui facturent la bande passante en surplus.

## RPG dedollz
Sur plusieurs réseaux tels « Forumactif », « Acebord » ou autres, se sont développés vers la fin de l'année 2005 des forums « RPG » de dollz. Le but de ces rpgs est de jouer la vie de votre dollz souvent dans une ville. Certains de ces forums sont aujourd'hui assez importants comme « Dollz-Mania-Ville » avec plus de 9 000 membres, « Dollz-Capitale » avec plus de 5 000 membres, « Cool-Dollz » avec plus de 3 500 membres ou encore « Top-Dollz » avec plus de 2 000 membres. Certains de ces forums se sont classés dans les meilleurs tops de Forumactif et sont aujourd'hui d'énormes phénomènes du web.
Malheureusement, l'engouement pour ce type de jeu s'est essoufflé avec le temps et l'activité des sites n'est plus la même qu'autrefois.

## Dollz «rapetissées»
Sur certains rpgs de dollz sont apparus, il y a peu (fin 2007), les dollz rapetissées. Au départ dites comme dollz-pixels par leur créateur pour en tirer la gloire, elles ne sont en vérité que des vulgaires tenues rapetissées. Ce phénomène se développe de plus en plus, ce qui est inquiétant. Les personnes utilisant cette technique choisissent des photos de vêtements sur les sites de magasins importants et diminuent leurs tailles jusqu'à ce qu'elles puissent correspondre à une tête qu'ils ajoutent dessus. Cette technique n'est bien sûre pas recommandée légalement du fait qu'il y ait prise de photos sur un site web sans autorisation.

## Dollz avec RoiWorld
En 2008, les dollz rapetissés de Roiworld sont apparues. Roiworld propose des jeux flash ou ont des habillés de grandes poupées. C'est un portail d'origine sud-coréen qui s'est développé internationalement. Aujourd'hui, les sièges de la marque RoiLife sont situés à New-York et à Séoul. La mode de rapetisser ces poupées, les modifier un peu pour recréer les pixels morts est apparue. Sur DollzManiaVille, tout le monde en avait ; mais, après une question posée par un membre « est-ce légal ? », le Staff décida d'interdire les dollz de ce genre. La mode partit peu à peu, et le vrai pixel art revenu. Cependant, il reste des personnes utilisant les jeux de Roiworld, en revanche, il y a des personnes qui l'utilise très peu, en refaisant complètement les dollz au pixel art mais en gardant pour base les poupées de RoiWorld.